# Miquel Esquirol i Clavero
Miquel Esquirol i Clavero (Barcelona, 24 d'octubre de 1929) és un polític català.

## Biografia
Estudià peritatge mercantil. El 1974 fou un dels fundadors de Convergència Democràtica de Catalunya (CDC). Es presentà a les llistes del Pacte Democràtic per Catalunya a les eleccions generals espanyoles de 1977 i a les de CiU en les eleccions generals espanyoles de 1982, però en cap de les dues en fou escollit. Ha treballat com a cap de servei en el Departament d'Economia i Finances de la Generalitat de Catalunya.
També ha estat president de la Quinta de Salut l'Aliança i vicepresident de la Federació de Mutualitats de Catalunya, a més de vocal de la Junta Directiva del FC Barcelona, secretari general de la Unió de Botiguers de Catalunya i conseller de Premsa Catalana S.A. El 2000 va rebre la Creu de Sant Jordi. Actualment és tresorer d'Òmnium Cultural.